# Tanymecini
Tribu
Sous-tribus de rang inférieur
- Piazomiina Reitter, 1913
- Tainophthalmina, Desbrochers des Loges, 1873
- Tanymecina Lacordaire, 1863

Les Tanymecini sont une tribu d'insectes coléoptères de la famille des Curculionidae.

## Classification
La tribu des Tanymecini est créée en 1863 par l'entomologiste français Théodore Lacordaire (1801-1870),.

### Fossiles
Selon Paleobiology Database en 2023, vingt collections de fossiles sont référencées dont deux du Miocène en Allemagne et Italie, treize de l'Oligocène, douze de France et une d'Allemagne, et quatre de l'Éocène, en Chine, République tchèque, France et deux aux États-Unis, dans le Colorado. Ceci atteste une présence depuis 56 à 5,33 Ma avant notre ère.

## Description
Les Tanymecini sont une tribu de charançons de la sous-famille des Entiminae (famille des Curculionidae).

## Liste des sous-tribus
Les sous-tribus sont au nombre de trois : 
- Piazomiina Reitter, 1913[3],[4] ;
- Tainophthalmina Desbrochers des Loges, 1873[5] ;
- Tanymecina Lacordaire, 1863[1],[6],[7]

Auxquelles s'ajoute la liste des genres dont la position est incertaine dans la classification (incertae sedis).

## Listes des genres par sous-tribus

### Piazomiina
- Achlainomus G. R. Waterhouse, 1853
- Aphaeromias Nasreddinov, 1978
- Atmetonychus Schönherr, 1840
- Dereodus Schönherr, 1823
- Dyscheres Pascoe, 1883
- Farsomias G.A.K. Marshall, 1944
- Geotragus Schönherr, 1845
- Herpisticus Germar, 1823
- Hyperomias G.A.K. Marshall, 1916
- Hypomeces Schönherr, 1823
- Indomias G.A.K. Marshall, 1941
- Kirgisomias Bajtenov, 1974
- Lepidospyris G.A.K. Marshall, 1916
- Lepropus Schönherr, 1823
- Leptomias Faust, 1886
- Meteutinopus Zumpt, 1931
- Molybdotus Fairmaire, 1882
- Odontomias Y-Q. Chen, 1991
- Orthomias Faust, 1885
- Pachynotus Kollar & L. Redtenbacher, 1844
- Parageotragus Magnano, 2009
- Piazomias Schönherr, 1840
- Polyclaeis Boheman, 1840
- Strophosomoides Aslam, 1966
- Sympiezomias Faust, 1887
- Triangulomias Y-Q. Chen, 1991
- Xizanomias Chao, 1980
- Xylinophorus Faust, 1885

### Tainophthalmina
- Amomphus Schönherr, 1848
- Amystax Roelofs, 1873
- Aspidiotes Schönherr, 1847
- Enaptorhinus G. R. Waterhouse, 1853
- Lechrioderus Faust, 1890
- Psalidimomphus Reitter, 1913
- Tainophthalmus Desbrochers, 1873

### Tanymecina

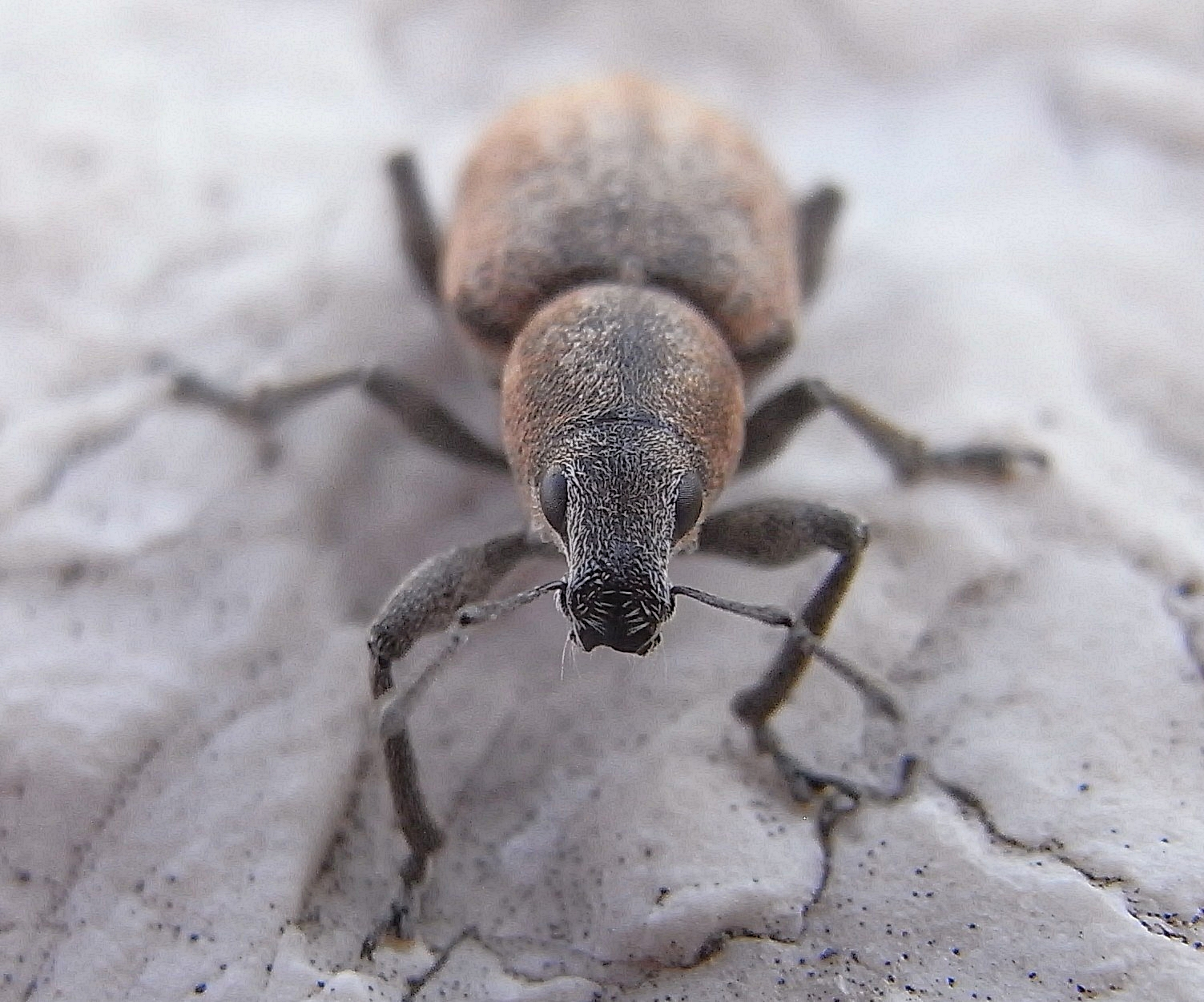
Tanymecus palliatus.

- Acrocoelopus G.A.K. Marshall, 1916
- Anemeroides G.A.K. Marshall, 1916
- Cercophorus Chevrolat, 1880
- Chlorophanus Schönherr in Sahlberg, 1823
- Cycloderes Schönherr in Sahlberg, 1823
- Diglossotrox Lacordaire, 1863
- Esamus Chevrolat, 1880
- Hauserella Reitter, 1903
- Krauseus Supare, 1990
- Megamecus Reitter, 1903
- Meotiorhynchus Sharp, 1896
- Mythecops Reitter, 1916
- Phacephorus Schönherr, 1840
- Phaenoderus Péringuey, 1892
- Protenomus Schoenherr, 1826
- Pseudotanymecus Voss, 1932
- Scepticus Roelofs, 1873
- Tanymecus Germar, 1817 i c g b
- Xerodelphax Korotyaev, 1992

### incertae sedis
- Amotus Casey, 1888 i c g b
- Hadromeropsis Pierce, 1913 i c g b
- Homoeotrachelus Faust, 1886
- Isodacrys Sharp, 1911 i c g b
- Isodrusus Sharp, 1911 c g b
- Miloderoides Van Dyke, 1936 i c g b
- Minyomerus Horn in Leconte, 1876 i c g b
- Pandeleteinus Champion, 1911 i c g b
- Pandeleteius Schönherr, 1834 i c g b
- Piscatopus Sleeper, 1960
- Trigonoscutoides O'Brien, 1977 i c g b
- Scalaventer Howden, 1970 c g b

Data sources: i = ITIS, c = Catalogue of Life, g = GBIF, b = Bugguide.net,,,

### Nouvelles espèces
En 2008 Robert Samuel Anderson (d) publie la nouvelle espèce Hadromeropsis annae, dans la tribu des Tanymecini.

### Publication originale
- [1863] Théodore Lacordaire, Histoire Naturelle des Insectes. Genera des Coléoptères ou exposé méthodique et critique de tous les genres proposés jusqu'ici dans cet ordre d'insectes, vol. 6, Paris, Roret, 1863, 637 p.